# Stictopelta acutula
Stictopelta acutula är en insektsart som beskrevs av Leon Fairmaire. Stictopelta acutula ingår i släktet Stictopelta och familjen hornstritar. Inga underarter finns listade i Catalogue of Life.